# Original equipment manufacturer
Original equipment manufacturer (OEM) wordt gebruikt in de context van eindproducten die subsystemen bevatten van andere producenten. De term wordt gebruikt voor bedrijven die producten leveren ten behoeve van een merkleverancier van eindproducten, waarbij de merkleverancier het product in eigen producten verwerkt alsof het een eigen fabricaat is. De term wordt ook gebruikt voor de bedrijven die de eindproducten maken die subsystemen van andere bedrijven bevatten en voor onderdelen van auto's die gemaakt worden door dezelfde producent die de onderdelen heeft gemaakt die in de assemblage van de auto zijn gebruikt. OEM komt vooral voor in de computer- en automobielindustrie.

## Hardware
Met name bij computers en daaraan gerelateerde randapparatuur wordt de term OEM gebruikt voor de leverancier van de eindproducten die tot wel duizenden systemen inkoopt bij zogenoemde independent hardware vendors (IHV's) die de hardware eigenlijk in elkaar zetten. OEM's passen deze systemen slechts in beperkte mate aan: plaatsen er bijvoorbeeld hun logo's op en verkopen deze complete systemen onder eigen naam. Voorbeelden van bekende OEM's zijn Lenovo, Dell, HP en Gateway. De meeste computerwinkels zijn ook OEM.
Een OEM koopt OEM-versies van de hardware. Hij koopt bijvoorbeeld een aantal cd-rom-spelers die samen in een grauwe doos verpakt zijn. Een gebruiksaanwijzing en stuurprogramma ontbreken dan, de koper wordt geacht deze reeds in het bezit te hebben. Koopt een consument een cd-rom-speler om zelf in te bouwen, dan is dat vaak een retail-versie, per stuk verpakt in een kleurige doos met piepschuim, inclusief gebruiksaanwijzing en stuurprogramma.

## Software
Software is soms ook als OEM-versie te koop. Voorbeelden zijn Microsoft Windows en Microsoft Office. Deze worden over het algemeen alleen verkocht bij een nieuwe computer of als los product. Het prijsverschil kan aanzienlijk zijn, maar de bijgeleverde documentatie is over het algemeen zeer beknopt. Ook komt het voor dat OEM-versies van software onder een restrictievere licentie worden verstrekt dan retail-versies. De klant moet dan voor zijn ondersteuning aankloppen bij de merkleverancier en niet bij de eigenlijke fabrikant. De software kan door de OEM enigszins zijn aangepast, zodat bijvoorbeeld het logo van de merkleverancier op het scherm verschijnt.
Ook kan er een verschil zijn in garantie. Als een product met bijvoorbeeld drie jaar garantie wordt verkocht, kan de garantietermijn bij een OEM-versie verkort zijn tot één jaar. Een goedkope koop kan hierdoor alsnog duur uitvallen.
Een OEM-cd is een cd-rom van een fabrikant van een OEM-computer. De cd bevat meestal drivers voor de hardware van de computer, software die wordt meegeleverd en vaak een OEM-versie van het besturingssysteem.

## Auto-onderdelen
In de auto-industrie wordt de term OEM gebruikt voor producenten die onderdelen leveren voor de assemblage van de auto. Onderdelen die bij deze producenten vandaan komen worden OEM-versies genoemd. Vooral remonderdelen, uitlaten, schokbrekers en sensoren worden als OEM-versie geleverd. Er zijn echter ook concurrerende fabrikanten die passende onderdelen maken, zogenoemde aftermarket-onderdelen.